# BA-X
Der BA-X ist der monatlich erscheinende Stellenindex der Bundesagentur für Arbeit. Dieser soll die Entwicklung der BA-bekannten Stellen am ersten Arbeitsmarkt abbilden und als Indikator für die Arbeitskräftenachfrage dienen.

## Geschichte
Die Bundesagentur für Arbeit (BA) hat ein neues Stellenbarometer konzipiert, das ab Januar 2007 monatlich veröffentlicht wird. Der BA-X wurde seit Mitte 2006 von einem Expertenteam der Arbeitsmarktberichterstattung der Bundesagentur für Arbeit entwickelt. Der BA-X erscheint immer am Vortag der Monatspressekonferenz. Er ist ein aktueller Stellenindex in Deutschland, der nicht auf Umfragen oder Einschätzungen, sondern auf konkreten Stellengesuchen der Unternehmen beruht.

## Methodik
Die BA-bekannten Stellen mit ihren vier Komponenten des ersten Arbeitsmarktes bilden die Grundlage für den BA-X. Erster Arbeitsmarkt bedeutet, dass in den Index die ungeförderten gemeldeten Stellen, die zusätzlichen Stellen der Job-Börse und des Job-Roboters sowie die Stellen aus der privaten Arbeitsvermittlung, sowie für Freiberufler und Selbständige einfließen. Nicht beinhaltet sind die der BA gemeldeten geförderten Stellen.
Alle Komponenten zur Berechnung der BA bekannten Stellen stehen vollständig erst seit 2004 zur Verfügung. Deshalb beginnt der BA-X bei einem Indexstand von 100 für den Jahresdurchschnitt 2004.
Zur Berechnung des Index werden die BA-bekannten Stellen des ersten Arbeitsmarktes durch das Institut für Arbeitsmarkt- und Berufsforschung saisonbereinigt. In einem zweiten Schritt werden die Abweichungen vom Jahresdurchschnitt 2004, der auf 100 normiert wurde, berechnet. Da die saisonbereinigten Werte monatlich neu berechnet werden und damit die Zeitreihe neu erstellt wird, kann es zu Schwankungen bei den einzelnen BA-X-Monatsversionen kommen. 

## Statistische Grundlage
Die BA-bekannten Stellen
Die der BA bekannten Stellen setzen sich aus vier Teilkomponenten zusammen: Der BA gemeldete Stellen, Sonstigen der BA gemeldete Stellen aus der Privaten Arbeitsvermittlung sowie für Freiberufler und Selbständige, zusätzliche Stellen der BA-Job-Börse sowie zusätzliche Stellen über den BA-Job-Roboter. Die Grundlagen des Konzeptes zur Berechnung der BA-bekannten Stellen wurden vom Institut für Arbeitsmarkt- und Berufsforschung geliefert.
Bei der Berechnung der Summe der BA-bekannten Stellen werden nur die Stellen der BA-Job-Börse berücksichtigt, die zusätzlich erfasst werden und noch nicht in der Größe der BA gemeldeten Stellen erfasst sind. Überschneidungen, die sich bei den gemeldeten Stellen und den Stellen des BA-Job-Roboters ergeben (ca. 8 %) werden ebenfalls mittels einer regelmäßig durchgeführten Stichprobe herausgefiltert.